# Union démocratique du centre
Pour les articles homonymes, voir UDC.
L'Union démocratique du centre (en allemand : Schweizerische Volkspartei, SVP, en italien : Unione Democratica di Centro, UDC et en romanche : Partida Populara Svizra, PPS) est un parti politique suisse conservateur, nationaliste et populiste, classé comme de droite radicale et parfois d'extrême droite.
Il se positionne comme le plus à droite de tous les partis représentés au gouvernement. Il est le parti le plus représenté au Conseil national, avec plus du quart des sièges, et dispose également de six conseillers aux États sur quarante-six. Il possède un conseiller fédéral de 1971 à 2003 puis deux élus jusqu'en 2008, lorsque Eveline Widmer-Schlumpf et Samuel Schmid est exclue pour la première et fait sécession pour le second. Le 10 décembre 2008, Ueli Maurer est élu pour remplacer Samuel Schmid, donnant ainsi à l'UDC à nouveau un siège au Conseil fédéral. Le 9 décembre 2015, le Vaudois Guy Parmelin est élu à la place de la PBD Eveline Widmer-Schlumpf et entre en fonction le 1er janvier 2016. L'UDC occupe dès lors deux sièges au Gouvernement.
Courant 2008, l'aile modérée de plusieurs sections cantonales de l'UDC lance un processus de scission vis-à-vis du parti suisse, les sections grisonne et bernoise ayant franchi le pas en vue de fonder le Parti bourgeois-démocratique (PBD).
Le parti est présidé par Marcel Dettling, qui succède à Marco Chiesa en mars 2024.

## Histoire

### Fusion de 1971
L'Union démocratique du centre naît le 22 septembre 1971 de la fusion de trois partis : le Parti des paysans, artisans et indépendants (PAB), fondé à Zurich en 1917 sous le nom de Parti des paysans (il obtient un conseiller fédéral en 1929 et est renommé PAB en 1937 lors de la constitution d'un parti suisse à partir des sections de Zurich et de Berne ; en Suisse romande, le parti s'appelle alors Parti des paysans, artisans et indépendants/PAI) et les deux Parti démocratique de Glaris et des Grisons. Du fait de cette filiation, l'UDC est souvent surnommée dans la presse « parti agrarien ».

### Phénomène Blocher
Alors que la plupart des sections, notamment la section bernoise, de loin la plus forte en termes d'électeurs, se confortent sur une ligne centriste et très consensuelle, la section zurichoise va peu à peu prendre de l'importance en affirmant une ligne nettement plus à droite. Celle-ci adopte une ligne autonome face au parti national après l'élection de Christoph Blocher à sa présidence en 1977. Elle récupère, après le retrait de James Schwarzenbach de la présidence du Mouvement républicain en 1978, les restes de cette formation. Dans ses campagnes, l'UDC zurichoise va se concentrer sur les thèmes de l'asile, de la drogue et de la sécurité dans un style politique basé sur l'affrontement. Elle s'efforce aussi d'améliorer l'organisation du parti : cours pour les cadres, recrutement actif des jeunes, travail dans la presse, amplification de sa visibilité sur la scène politique. Elle joue ainsi un rôle déterminant dans le développement du parti national au cours des années 1990.

### 1992: l'ascension
À partir de 1992, sous la direction de la section cantonale zurichoise et de son président Blocher, l'UDC connaît une nouvelle mutation fondamentale.
En 1992, l'UDC est quasiment l'unique parti politique à se battre contre l'adhésion de la Suisse à l'Espace économique européen (EEE), un projet du Conseil fédéral qui visait à faire entrer à terme la Suisse dans l'Union européenne. Elle remporte le référendum qu'elle a lancé contre l'EEE. Cette victoire des urnes permet à l'UDC de se revendiquer comme la gardienne de l'indépendance suisse et de la neutralité suisse.
En même temps, elle reprend le thème de la défense d'une politique d'immigration restrictive : la même année, elle lance pour la première fois de son histoire une initiative populaire « Contre l'immigration clandestine », qui sera rejetée en 1996.
Douze nouvelles sections cantonales sont créées entre 1991 et 2001. L'organisation nationale est consolidée, un agenda politique commun est déterminé, les campagnes électorales et de votations sont unifiées.
Après avoir stagné pendant plus de cinquante ans, l'UDC passe de 11,9 % aux élections au Conseil national en 1991 à 28,9 % en 2007; une évolution unique depuis l'introduction de la proportionnelle en 1919.
Le parti devient le premier du pays en nombre d'électeurs et son groupe parlementaire le plus important de l'Assemblée fédérale ; l'UDC est ainsi à l'origine d'un changement fondamental du système suisse des partis. Dans les parlements cantonaux, elle passe de 297 sièges en 1991 à 563 en 2011.
Le parti a moins de succès aux élections du Conseil des États. La progression au Conseil national se fait en partie en absorbant l'électorat de deux petits partis de droite : les Démocrates suisses (précédemment Action nationale) et le Parti de la liberté. L'UDC se développe depuis au détriment des partis de droite comme le Parti radical-démocratique (PRD), la plus ancienne formation politique de la Suisse moderne, et du Parti démocrate-chrétien (PDC). Le parti a obtenu 11,1 % des voix en 1991, 15 % en 1995 et 22,5 % en 1999. Jusqu'au début des années 2000, l'UDC s'est développée presque uniquement dans les cantons alémaniques alors que l'aile paysanne existante dans les cantons romands restait stable. Mais il a fortement progressé en Suisse romande lors des élections fédérales de 2003. À la suite de celles-ci, le 10 décembre 2003, son chef Christoph Blocher est élu au Conseil fédéral au détriment de Ruth Metzler-Arnold du PDC, un parti de centre droit. En imposant Blocher contre la candidate officielle du PDC, l'UDC bouleverse la « formule magique » de mise depuis 1959, c'est-à-dire la règle mathématique régissant la composition du Conseil fédéral avec une logique proportionnelle. Toutefois, cette règle aurait pu être appliqué dès les élections législatives de 1999, année où l'UDC est devenue la première force politique suisse tout en ne disposant au Conseil fédéral que d'un seul siège, alors que le PDC, relégué à la quatrième place, y détenait deux sièges. Blocher prend la tête du Département fédéral de Justice et Police jusqu'au 31 décembre 2007 jusqu'à la fin de son mandat. Durant cette période, l'UDC dispose de deux conseillers fédéraux avec Blocher et Samuel Schmid élu en 2000. En 2003, l'UDC obtient avec l'élection de Christoph Blocher un deuxième siège au Conseil fédéral au détriment du PDC.

### Premier parti du parlement suisse
Après les élections de 1999 et de 2003, l'UDC est devenue en octobre 2007 pour la troisième fois le premier parti suisse par le nombre de ses électeurs et a constitué une fois de plus le principal groupe parlementaire fédéral. Obtenant près de 29 % des suffrages, l'UDC a réalisé un résultat record qu'aucun autre parti n'a obtenu avant elle depuis l'introduction du système proportionnel.
À partir de 2003, l'UDC était représentée avec deux conseillers fédéraux au gouvernement du pays. Mais cette double représentation n'était que de courte durée : le 12 décembre 2007, le PS, les Verts, le PDC et quelques représentants du PRD forment une alliance pour éjecter Christoph Blocher du Conseil fédéral. Ils mettent ainsi fin au système de la concordance. Les élections fédérales d'octobre 2007 voient le parti faire le choix d'une personnalisation de la campagne autour de son conseiller fédéral controversé. Le parti gagne sept sièges au Conseil national (où il détient alors 62 sièges sur 200), avec 29 % des voix, un résultat jamais atteint par un parti depuis celui des radicaux des années 1920. Il en perd cependant un au Conseil des États. À l'issue de ces élections, Ueli Maurer, alors président du parti et l'un des représentants de la tendance zurichoise (lui-même étant Zurichois), manque son entrée au Conseil des États ; il conservera toutefois facilement son siège au Conseil national.

#### Scission du PBD (2008)
Lors de l'élection du Conseil fédéral, survenue le 12 décembre, l'UDC grisonne Eveline Widmer-Schlumpf, qui n'était pas officiellement candidate pour ce poste, est élue en lieu et place de Christoph Blocher grâce à une alliance entre le Parti socialiste, des Verts et du PDC. Le lendemain, Widmer-Schlumpf confirme qu'elle accepte d'intégrer le Conseil fédéral. Le parti annonce le jour même qu'il entre alors dans une stratégie d'opposition au niveau fédéral même si celle-ci ne fait pas l'unanimité dans ses rangs. C'est pourquoi le groupe parlementaire UDC décide d'exclure la section grisonne après que celle-ci a confirmé son soutien à son ancienne conseillère d'État ; Samuel Schmid était déjà exclu pour sa part de toutes les commissions du parti depuis sa propre élection[réf. nécessaire].
Par la suite, deux partis sont créés aux Grisons : le Bürgerliche Partei Schweiz, formé le 16 juin en tant que première section de ce qui devrait devenir le Parti bourgeois-démocratique (Bürgerlich-Demokratische Partei Schweiz) et auquel Widmer-Schlumpf se rallie, et la nouvelle section de l'UDC grisonne soutenant la ligne du parti national. Le 21 juin, un autre parti dissident de l'UDC est créé dans le canton de Berne : le Bürgerlich-Demokratische Partei Bern auquel Samuel Schmid annonce se rallier. L'UDC se retrouve ainsi privé de facto de ses deux sièges au Conseil fédéral jusqu'à l'élection, le 10 décembre 2008, d'Ueli Maurer en remplacement de Samuel Schmid.
En élisant le 10 décembre 2008 Ueli Maurer au Conseil fédéral, le Parlement fait un premier pas vers le rétablissement de la concordance. Compte tenu de sa part aux suffrages, le parti reste cependant largement sous-représenté au Conseil fédéral. Avec l'élection de Guy Parmelin en décembre 2015, l'équilibre est à peu près rétabli.

## Positionnement

Ancien logo de l'Union démocratique du centre.

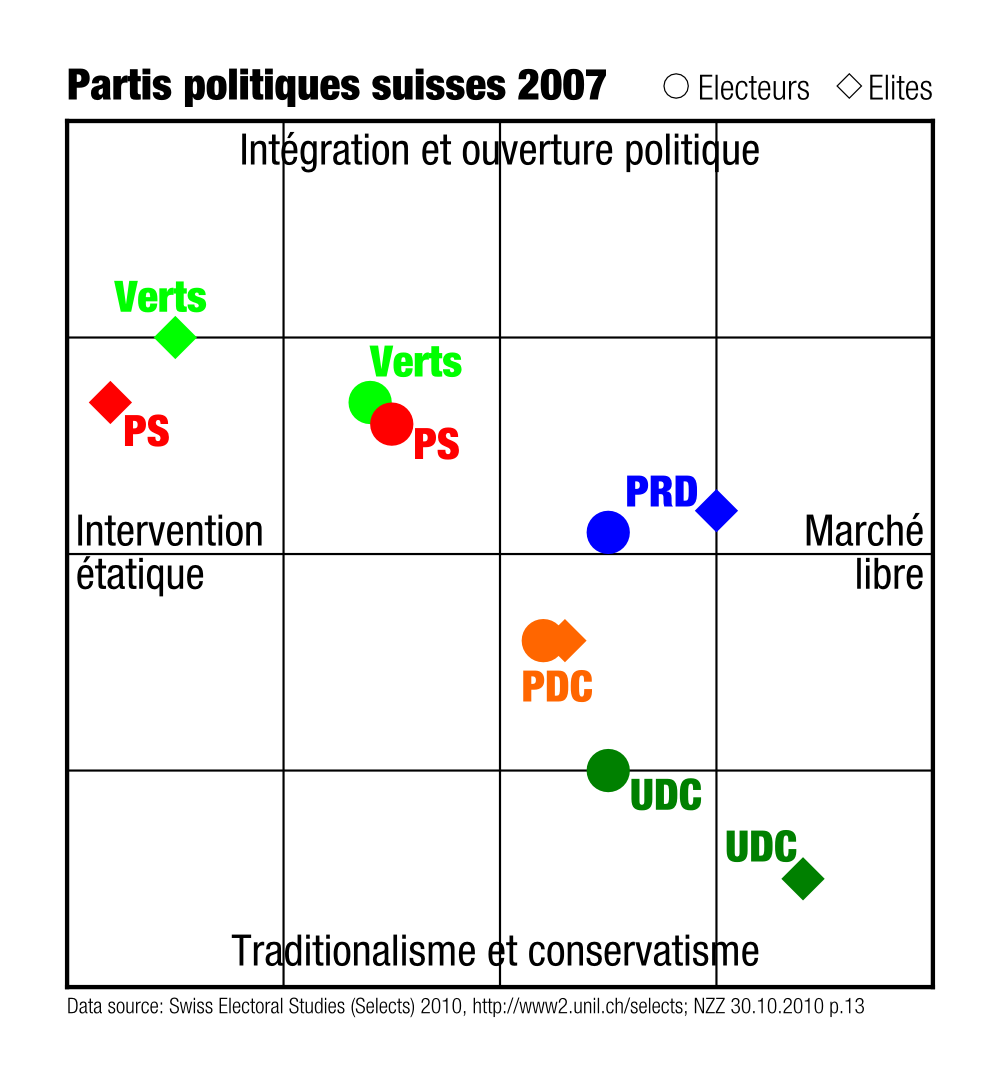
Positionnement politique de l'UDC en 2007.

L'UDC possède une aile conservatrice, dont les conseillers fédéraux Samuel Schmid et Eveline Widmer-Schlumpf faisaient partie jusqu'à leur départ, et une aile souverainiste. L'aile conservatrice, aussi appelée « aile paysanne », est notamment représentée par la puissante section cantonale de Berne ainsi que par celles des Grisons, de Thurgovie et par certaines sections romandes. L'aile souverainiste, aussi appelée « aile zurichoise » — son leader Christoph Blocher et Ueli Maurer de Zurich en font partie — occupe une grande partie du débat politique et tend à supplanter l'aile modérée. L'UDC est fréquemment qualifiée de xénophobe,, de « droite dure (...) isolationniste et xénophobe », de populiste ou d'extrême droite,,,,.
Parmi les thèmes souvent mis en avant par l'UDC, on trouve l'anti-écologisme, l'immigration, l'indépendance nationale, la neutralité suisse et la réduction du poids de l'État.
Dans le domaine de l'immigration, la stratégie de l'UDC passe par le lancement ou le soutien régulier à des objets référendaires ayant pour thèmes l'immigration,, les naturalisations, le droit d'asile,, la limitation des aides sociales, etc. Ses positions et parfois ses méthodes de campagne lui valent de fréquentes accusations de xénophobie,. Ainsi, le ministère public du canton du Valais a demandé le 4 septembre 2007 au juge d'instruction cantonal d'ouvrir une enquête pour incitation à la haine raciale contre l'UDC valaisanne qui a publié une affiche affublée du slogan : « Utilisez vos têtes ! » sur fond de musulmans prosternés devant le Palais fédéral,,. Toutefois, l'affiche a été considérée comme non discriminatoire par la plus haute juridiction suisse, le Tribunal fédéral. De manière générale, alors que les cercles libéraux étaient d'emblée opposés à la norme anti-raciste, l'UDC comme son leader Christoph Blocher (convaincu en son temps par Sigi Feigel (en), président de la communauté israélite de Zurich) se sont d'abord prononcé en faveur de la norme anti-raciste, l'article 261 bis du Code pénal suisse, qui punit la discrimination raciale comme la négation du crime de génocide. Puis à la lumière de son application, le parti a demandé son abrogation ou sa révision au nom de la liberté d'expression,.
Afin de préserver ce qu'elle considère l'indépendance nationale, l'UDC lutte contre les rapprochements avec des organisations internationales, notamment l'Union européenne. Elle lutte également pour promouvoir sa vision de la neutralité suisse, refusant notamment l'envoi de soldats suisses à l'étranger. L'UDC a lutté avec succès contre l'adhésion de la Suisse à l'Espace économique européen, refusée par référendum le 6 décembre 1992. Depuis, la mise en place de multiples accords bilatéraux ont su largement contourner cet isolationnisme : le parti s'est d'abord opposé à cette voie avant de se raviser en abandonnant le lancement d'un référendum contre l'extension de ces accords en 2008. Malgré tout, la victoire électorale de 1992 a donné au parti une place importante dans le débat politique national. En 2002, sa lutte contre l'adhésion de la Suisse à l'Organisation des Nations unies a également échoué. Cette position isolationniste est appelée Alleingang (de), soit la « voie solitaire ».
L'UDC considère que l'État-providence doit être limité. Elle s'oppose de manière générale aux hausses d'impôts et aux nouvelles taxes, milite pour la suppression des aides allouées à la culture, à la petite enfance et à la promotion de l'égalité entre hommes et femmes. Elle veut mettre fin à la « mentalité de tutelle » qui rendrait les citoyens « dépendants ».
La collaboration de l'UDC avec des groupes classés à l'extrême droite, comme le groupe néonazi Junge Tat, le mouvement opposé aux mesures anti-Covid 19 Mass-Voll! et le Collectif Némésis, est critiquée,,,,.
Une section non officielle « Gay UDC », créée à l'initiative de jeunes du parti, notamment Thomas Fuchs, existe de 2010 à 2024. Elle compte quelque 60 membres en 2022.

### Lignes politiques
Les lignes directrices de l'UDC sont les suivantes[réf. à confirmer] :
- anti-écologisme
  - à l'encontre de toutes les réglementations environnementales
  - contre toutes les obligations, notamment celles relatives à la production d'énergie
- conservation de la neutralité
  - contre l'adhésion et la collaboration de la Suisse à l'OTAN
  - contre l'adhésion de la Suisse à l'Union européenne
  - contre la collaboration avec l'ONU (dont la Suisse est membre)
- pour une politique d'asile restrictive
  - contre une naturalisation automatique des étrangers de la troisième génération
  - contre les abus en matière d'asile
- pour la sauvegarde de la famille traditionnelle
  - contre des subventions versées aux familles pour les frais de crèches
  - contre l'égalité de traitement des partenaires enregistrés par rapport aux couples mariés en matière d'impôt sur les successions et donations (votation du 20 mai 2007 dans le canton de Genève)[71]
- pour une amélioration du réseau autoroutier dans le pays
  - contre une restriction des transports individuels au profit des transports publics
- conservation de l'armée suisse sous sa forme traditionnelle (armée de milice)
  - contre les missions à l'étranger (maintien de la paix, au Kosovo par exemple)
- pour une sécurité intérieure accrue (police)
- pour une baisse des impôts et des dépenses de l'État
- contre les critiques à l'égard de la politique suisse durant la Seconde Guerre mondiale[réf. nécessaire]

## Résultats électoraux

### Élections au Conseil national

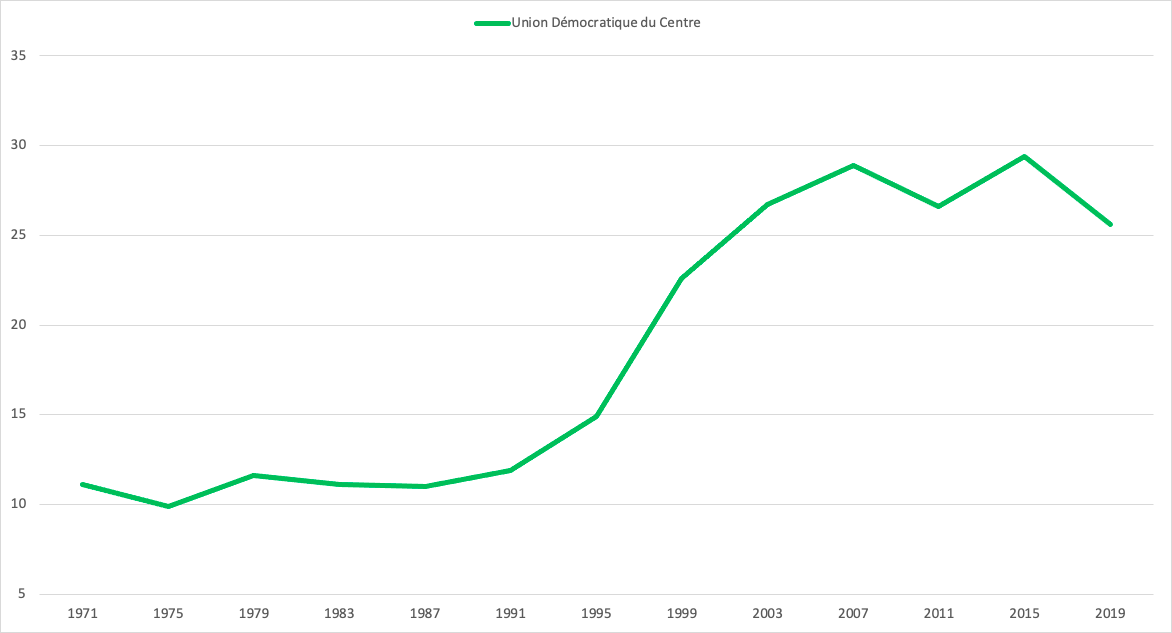
Évolution des résultats électoraux de l'UDC au Conseil National, de 1971 à 2019.

| Année | Députés  | Votes   | Votes | Rang |
| Année | Députés  | Voix    | %     | Rang |
| ----- | -------- | ------- | ----- | ---- |
| 1971  | 23 / 200 | 220 487 | 11,1  | 4e   |
| 1975  | 21 / 200 | 192 053 | 9,9   | 4e   |
| 1979  | 23 / 200 | 212 705 | 11,6  | 4e   |
| 1983  | 23 / 200 | 217 166 | 11,1  | 4e   |
| 1987  | 25 / 200 | 213 253 | 11,0  | 4e   |
| 1991  | 25 / 200 | 243 268 | 11,9  | 4e   |
| 1995  | 29 / 200 | 283 902 | 14,9  | 4e   |
| 1999  | 44 / 200 | 440 159 | 22,6  | 1er  |
| 2003  | 55 / 200 | 560 750 | 26,7  | 1er  |
| 2007  | 62 / 200 | 672 562 | 28,9  | 1er  |
| 2011  | 54 / 200 | 648 675 | 26,6  | 1er  |
| 2015  | 65 / 200 | 740 954 | 29,4  | 1er  |
| 2019  | 53 / 200 | 620 343 | 25,6  | 1er  |
| 2023  | 62 / 200 | 713 470 | 27,9  | 1er  |

### Élections au Conseil des États
| Année | Sièges | Rang |
| ----- | ------ | ---- |
| 1971  | 5 / 44 | 3e   |
| 1975  | 5 / 44 | 3e   |
| 1979  | 5 / 46 | 4e   |
| 1983  | 5 / 46 | 4e   |
| 1987  | 4 / 46 | 4e   |
| 1991  | 4 / 46 | 3e   |
| 1995  | 5 / 46 | 3e   |
| 1999  | 7 / 46 | 3e   |
| 2003  | 8 / 46 | 4e   |
| 2007  | 7 / 46 | 4e   |
| 2011  | 5 / 46 | 4e   |
| 2015  | 5 / 46 | 4e   |
| 2019  | 6 / 46 | 4e   |
| 2023  | 6 / 46 | 4e   |

## Initiatives populaires lancées par l'UDC
Ayant fait l'objet d'une votation
- L'initiative populaire « contre l'immigration clandestine », rejetée par le peuple et les cantons le 1er décembre 1996.
- L'initiative populaire « contre les abus dans le droit d'asile », rejetée le 24 novembre 2002[72].
- L'initiative populaire « pour des naturalisations démocratiques », rejetée le 1er juin 2008[73].
- L'initiative populaire « Pour le renvoi des étrangers criminels », acceptée le 28 novembre 2010[74].
- L'initiative populaire « Élection du Conseil fédéral par le peuple », rejetée le 6 juin 2013[75].
- L'initiative populaire « pour les familles », rejetée le 24 novembre 2013[76].
- L'initiative populaire « Contre l'immigration de masse », acceptée le 9 février 2014[77].
- L'initiative populaire « Il faut sauver l’or suisse », rejetée le 30 novembre 2014[78].
- L’initiative populaire « Pour le renvoi effectif des étrangers criminels (initiative de mise en œuvre) », rejetée le 28 février 2016[79].
- L'initiative populaire « Le droit suisse au lieu de juges étrangers (initiative pour l’autodétermination) », rejetée le 25 novembre 2018.
- L'initiative populaire « Pour une immigration modérée (initiative de limitation) », rejetée le 27 septembre 2020.
- L'initiative populaire « Contre la construction de minarets », acceptée par le peuple et les cantons le 29 novembre 2009, n'a pas été lancée par l'UDC, mais par le comité d'Egerkingen, composé essentiellement de personnalités membres de l'UDC[80].

## Publications
L'UDC publie le mensuel Franc-parler (en français), ainsi que le pendant alémanique Klartext. Elle publie également le mensuel des Jeunes UDC L'Idée et son pendant alémanique Die Idee.
De nos jours, l'UDC est aussi présente sur les réseaux sociaux et publie régulièrement, sur ses comptes Instagram et Twitter, du contenu visant à toucher de nouveaux électeurs.

## Président
- 1988-1996 : Hans Uhlmann (de)
- 1996-2008 : Ueli Maurer
- 2008-2016 : Toni Brunner
- 2016-2020 : Albert Rösti
- 2020-2024 : Marco Chiesa
- Depuis 2024 : Marcel Dettling

## Personnalités contemporaines
- Martin Baltisser, secrétaire général de l'UDC (2009- )
- Christoph Blocher, ancien conseiller fédéral (2004-2007)
- Yvan Perrin, ancien conseiller national et ancien vice-président de l'UDC
- Oskar Freysinger, ancien conseiller national, ancien conseiller d'État du canton du Valais et vice-président de l'UDC
- Christoph Mörgeli, ancien conseiller national
- Jean-François Rime, conseiller national et candidat au Conseil fédéral en 2010 et 2011
- Samuel Schmid, ancien conseiller fédéral élu sous les couleurs de l'UDC le 6 décembre 2000 (membre du PBD à partir de juin 2008)
- Eveline Widmer-Schlumpf, conseillère fédérale élue sous les couleurs de l'UDC le 12 décembre 2007 (membre du PBD à partir de juin 2008)
- Adolf Ogi, ancien conseiller fédéral (1988-2000) et président de la Confédération en 1993 et 2000
- Dominique Baettig, conseiller national (JU, 2007-2011)
- Yves Nidegger, conseiller national (GE, 2007-2023)
- Céline Amaudruz, conseillère nationale (GE, 2011-2023)